# De Banneling van Thoem
De Banneling van Thoem is een stripalbum uit 2011 en de eerste aflevering van de Storm spin-offserie De kronieken van de buitenring, getekend door Minck Oosterveer naar een scenario van Willem Ritstier.

## Verhaallijn
Roodhaar raakt bezeten door Fulmin en om haar te bevrijden zullen Storm en Nomad Fulmin moeten helpen bij het stelen van het Oog van Thoem. Het oog blijkt de sleutel waarmee Fulmin bevrijd kan worden uit haar ballingsoord. De nieuwe machthebbers van Thoem proberen hier echter een stokje voor te steken.